# Odón de Tolosa
Odón (o Eudes) (también Odonus) fue el conde de Tolosa desde 872 hasta 918 o 919, cuando murió.
Era hijo de Raimundo I de Tolosa y Berta o de Bernardo II de Tolosa.
Se casó con Garsenda, hija de Ermengol de Albi, y probablemente tuvieron tres hijos. Sus hijos fueron Raimundo II, a quien asoció a su condado dándole Rouergue (antes de 898), y Ermengol, quien heredó esa misma provincia. Se ha sugerido por razones onomásticas que Odón fue también el padre de Garsenda, mujer de Wifredo II de Barcelona.